# بركان إبولوبو
ببركان إبولوبو هو بركان طبقي يقع في الجزء الجنوبي الأوسط من جزيرة فلوريس، إندونيسيا.